# Jesús Toscanini
Jesús Toscanini, vollständiger Name Jesús Daniel Toscanini Correa, (* 11. Dezember 1987 in Rocha) ist ein uruguayischer ehemaliger Fußballspieler.

## Karriere
Der 1,75 Meter große Offensivakteur Toscanini, der teilweise auch unter dem Namen Luis Jesús Toscanini geführt wird, begann seine Karriere beim Rocha FC, dessen Mannschaft er vom Torneo Clasificatorio 2004 bis in die Clausura 2007 angehörte. Er selbst debütierte als 16-Jähriger im Jahr 2004 in der Primera División. 2005 gewann er mit dem Team die Apertura der Spielzeit 2005/06. In der Saison 2007/08 spielte er für den Erstligisten Miramar Misiones. In der Clausura 2008 wird der chilenische Klub Everton de Viña del Mar (ein Spiel / kein Tor) und in der Clausura 2009 der norduruguayische Erstligist Tacuarembó FC als sein Arbeitgeber geführt. Er stand in den Spielzeiten 2009/10 und 2010/11 in zwei bzw. vier Ligaspielen beim uruguayischen Erstligisten Montevideo Wanderers in der Primera División auf dem Platz. Er erzielte ein Tor. Sodann lief er im Jahr 2011 in sechs Begegnungen (kein Tor) der Copa Libertadores 2011 für den bolivianischen Club Jorge Wilstermann auf. Sein Vertragsschluss bei den Bolivianern erfolgte auch ausschließlich für dieses Turnier. Es schlossen sich Stationen in Uruguay von 2011 bis 2012 bei Sud América und von 2012 bis 2013 bei Torque an. Im August 2013 wechselte er auf Vermittlung seines ehemaligen Mannschaftskollegen bei den Montevideo Wanderers, Christian Esnal, nach El Salvador zu Juventud Independiente. Er lebte dort in San Juan Opico, einem Vorort von San Salvador. Für Juventud Independiente bestritt er in der Saison 2013/14 36 Erstligaspiele und schoss 22 Tore. Ende Juli 2014 schloss er sich dem Ligakonkurrenten Alianza FC an, lief dort bis Mitte Januar 2015 in 16 Partien der höchsten Spielklasse El Salvadors auf und traf fünfmal ins gegnerische Tor. Ab Mitte Januar 2015 setzte er seine Karriere in Kolumbien bei Atlético Huila fort. Dort sind zwei Ligaeinsätze (kein Tor) für ihn verzeichnet. Anfang Oktober 2015 schloss er sich dem uruguayischen Erstligaabsteiger Rampla Juniors an, bei denen er bis Saisonende in vier Zweitligaspielen (kein Tor) zum Wiederaufstieg beitrug. Im Juli 2016 wechselte er erneut nach El Salvador. Er band sich an Municipal Limeño und absolvierte dort neun Ligaspiele, in denen er zweimal ins gegnerische Tor traf. Mitte Mai 2017 verpflichtete ihn der finnische Verein Oulun Palloseura, für den er bislang (Stand: 29. Juli 2017) in drei Partien (kein Tor) der Ykkönen auflief.

## Erfolge
- Apertura 2005